# Phục bích tại Iran
Phục bích (tiếng Trung: 復辟), còn được phiên âm là phục tích hay phục tịch, nghĩa đen là "khôi phục ngôi vua" là trường hợp một quân chủ đã từ nhiệm hoặc đã bị phế truất hay từng bị lật đổ bởi các cuộc cách mạng và đảo chính trong nước, thậm chí phải lưu vong do nạn ngoại xâm nhưng sau đó khôi phục lại được ngôi vị của mình. Dưới đây liệt kê những cuộc phục bích tại Iran.

## Vương quốc Seleukos

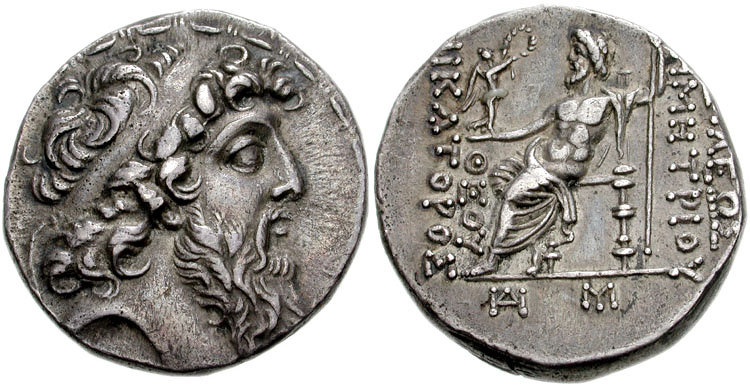
Demetrios II Nikator

- Demetrios II Nikator (tại vị:147 TCN-139 TCN, phục vị:130 TCN-125 TCN)

Năm 139 TCN, do những hoạt động xâm nhập trái phép lãnh thổ của người Parthia buộc Demetrios II Nikator phải hành động. Ông tiến hành cuộc hành quân chống lại Mithridates I vua của Parthia và bước đầu thành công nhưng sau đó thất bại tronảttận chiến ở dãy núi Iranian, bị bắt sống và biến thành tù nhân. Tỉnh Babylon của đế chế Seleukos thuộc về người Parthia nhưng Syria thuộc về một triều đại nhỏ được phục hồi bởi Antiochus VII Sidetes, người em của Demetrios II Nikator, người cũng lấy Cleopatra Thea. Vua Mithradates I đối đại rất tốt với Demetrios II Nikator, và thậm chí đã lập gia đình cho ông với một công chúa Parthia là Rhodogune, người có với ông vài người con. Tuy nhiên, Demetrios II Nikator cảm thấy không thoải mái với cuộc sống bị giam lỏng và đã cố gắng trốn thoát 2 lần khỏi cảnh lưu đày của mình, một lần qua biển Caspia, một lần với sự giúp đỡ của bạn mình Kallimander, người đã vượt một quãng đường dài để cứu vị vua, ông đã ẩn danh khi vượt qua Babylon và Parthia. Khi hai người bạn bị bắt, vua Parthia đã không trừng phạt Kallimander nhưng đã thưởng cho ông ta vì lòng trung thành với Demetrios II Nikator. Năm 130 TCN, Antiochus VII Sidetes, sau khi đã cảm thấy an toàn, ông ta liền tiến quân chống lại Parthia, và có được những thành công lớn ban đầu. Bây giờ Phraates II của Parthia đã tương kế tựu kế thả ngay Demetrios II  Nikator, hy vọng rằng hai anh em sẽ bắt đầu một cuộc nội chiến, nhưng kế hoạch của vị vua này đã phá sản khi Antiochus VII Sidetes bị đánh bại ngay sau khi em trai mình được thả ra và không bao giờ gặp ông ta. Phraates II liền phái người đuổi theo Demetrios II Nikator, nhưng ông đã cố gắng thoát khỏi sự truy sát rất ngoạn mục để trở về Syria một cách an toàn và giành lại ngai vàng cùng nữ hoàng của mình.

## Vương triều An Tức

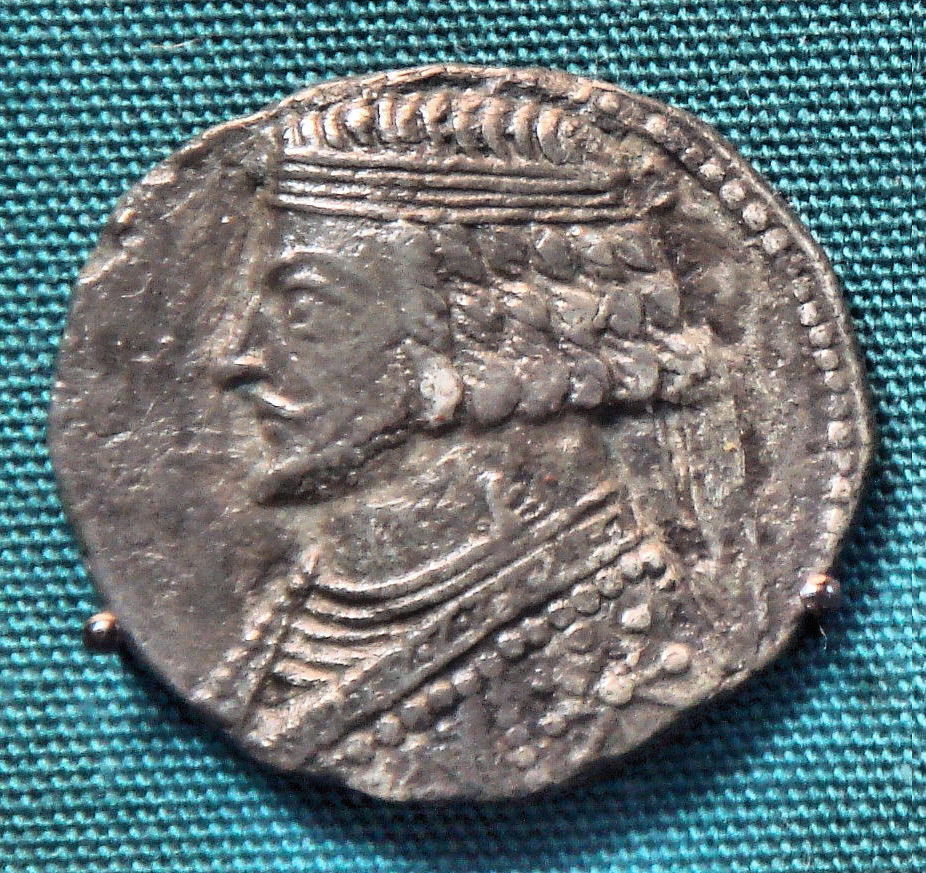
Phraates IV

- Phraates IV (tại vị:37 TCN-32 TCN, phục vị:29 TCN-28 TCN, tái phục vị:26 TCN-2 TCN)

Năm 32 TCN, bởi sự độc ác của Phraates IV đã khuấy động làn sóng phẫn nộ từ các thần dân của mình, họ đã tôn Tiridates II lên ngôi. Năm 29 TCN, Phraates IV được khôi phục lại ngai vàng nhờ vào dân Scythia, việc này khiến Tiridates II chạy trốn đến Syria. Năm 28 TCN, Phraates IV lại phải đào vong bởi Tiridates II hưng binh công phá Parthia lần thứ nhì. Năm 26 TCN, Phraates IV lần thứ ba bước lên ngôi báu, Tiridates II thất trận hoàn toàn.
- Tiridates II (tại vị:32 TCN-29 TCN, phục vị:28 TCN-26 TCN)

Năm 32 TCN, Tiridates II được lập bởi những người Parthia chống lại Phraates IV, nhưng ông đã bị trục xuất năm 29 TCN khi Phraates IV trở về với sự giúp đỡ của người Scythia. Tiridates II trốn chạy sang Syria, nơi Augustus cho phép ở lại, nhưng từ chối hỗ trợ ông. Năm 28 TCN, Tiridates II xâm chiếm Parthia một lần nữa, nhưng đến năm 26 TCN Phraates IV lại giành được quyền lực để tái đăng cơ.

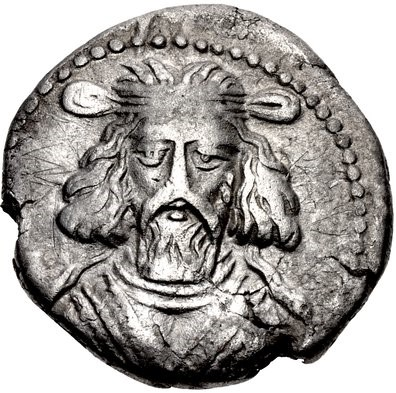
Artabanus III

- Artabanus III (tại vị:10-35, phục vị:36, tái phục vị:37-38)

Năm 35, giới quý tộc Parthia nổi dậy chống lại vua Artabanus III, họ đã thỉnh cầu hoàng đế La Mã Tiberylius gửi cho một vị vua thuộc dòng dõi Phraates. Tiberylius đã điều phái Tiridates III về phía đông, và ra lệnh cho Lucius Vitellius (cha của hoàng đế Vitellius) phải khôi phục lại ảnh hưởng của người La Mã ở đó. Bằng những hoạt động quân sự và ngoại giao rất khéo léo Vitellius đã thành công hoàn toàn, Artabanus III bị những người theo ông ta bỏ rơi và buộc phải chạy trốn. Tiridates III mặc dù đã được lập làm vua nhưng ông lại không thể tự mình cai trị, bởi ông chỉ là một chư hầu của người La Mã. Năm 36, Artabanus III quay trở về từ vùng đất Hyrcania cùng với một đội quân người Scythia (Dahan) hùng mạnh, ông được dân chúng Parthia chấp nhận, Tiridates III tháo chạy khỏi Seleucia và trốn sang La Mã. Nhưng chỉ vài tháng sau, Artabanus III lại bị lật đổ một lần nữa, và một người tên Cinnamus được giới quý tộc Parthia công bố là vua. Artabanus III phải tị nạn tại chỗ chư hầu của mình, nhà vua Izates của Adiabene và Izates bằng thương lượng và lời hứa về sự tha thứ hoàn toàn cho người Parthia đã khôi phục lại Artabanus III lần thứ ba lên ngai vàng vào năm 37.

## Đế quốc Sasan

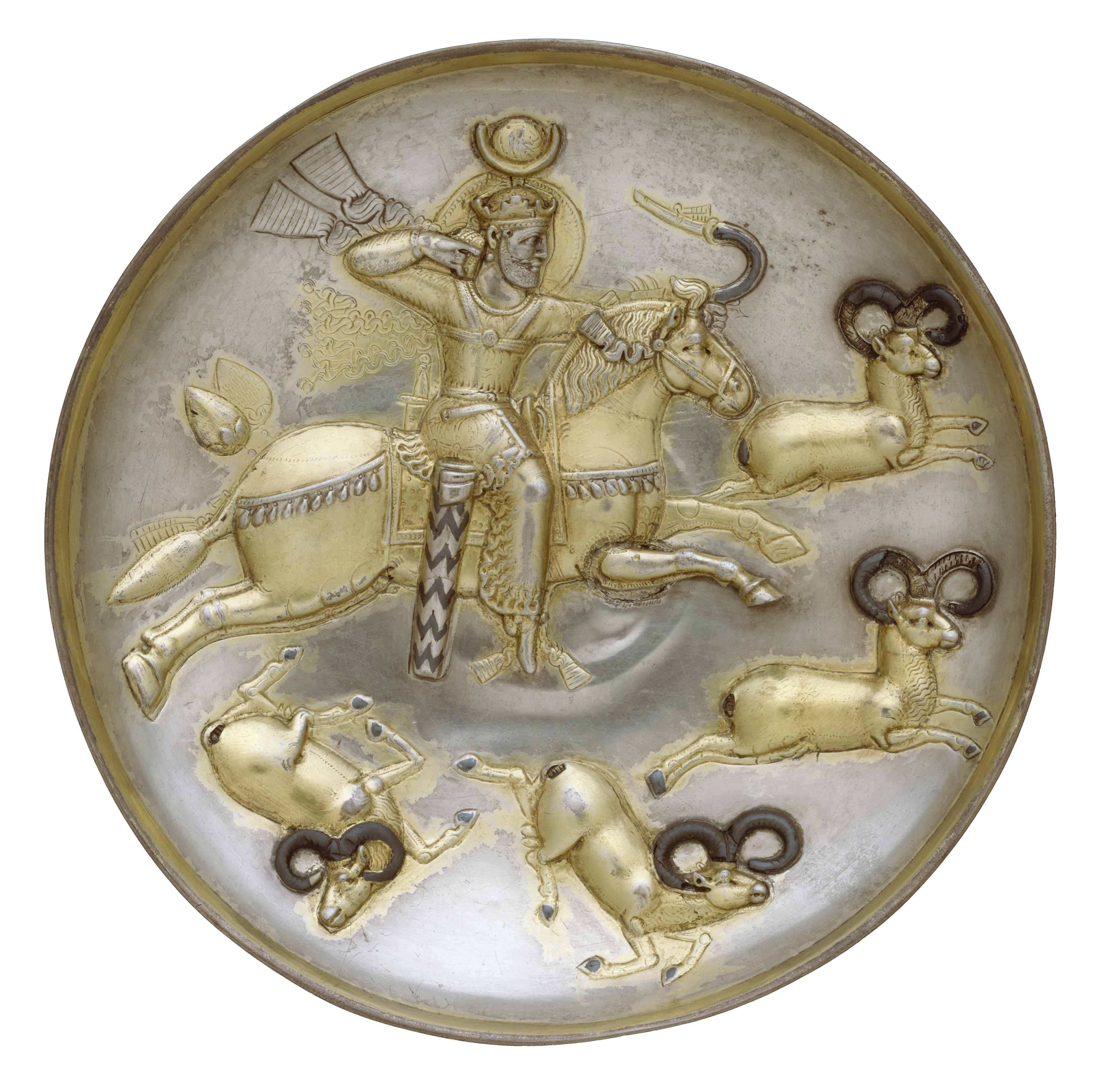
Kavadh I

- Kavadh I (tại vị:488-493, phục vị:493-496, tái phục vị:498-531)

Năm 493, Kavad I cảm thấy mình đến tuổi trưởng thành, muốn thoát khỏi sự khống chế của quyền thần Sukhra, người cai trị thực tế của đế quốc và kết quả là ông thất thủ bị đày đến Shiraz quê hương ở phía tây nam Iran. Tuy nhiên, ngay cả khi lưu vong, Sukhra vẫn giữ nguyên vương miện vua cho Kavadh I. Tại Shiraz, Kavad I tìm thấy giải pháp của mình ở Shapur của Ray, một nhà quý tộc mạnh mẽ từ nhà Mihran, và là một đối thủ kiên quyết của Sukhra. Shapur đã hành quân đến Shiraz, đánh bại lực lượng của Sukhra, bắt sống ông này và đưa đến thủ đô Ctesiphon của Sasanian rồi xử tử. Kavadh I tuy trở lại ngôi báu nhưng đã bị phế truất vào năm 496 vì quyết tâm truyền bá một "tôn giáo" mới rao giảng phân phối lại tài sản, ông sử dụng đức tin như một công cụ chính trị để kiềm chế quyền lực của giới quý tộc và giáo sĩ, kho thóc hoàng gia và đất đai được chia sẻ giữa các tầng lớp thấp hơn. Kết quả, giới quý tộc bất bình đã nổi loạn, lật đổ Kavad I rồi đưa em trai ông là Jamasp lên làm vua. Một cuộc họp hội đồng đã sớm diễn ra giữa giới quý tộc về những việc cần làm với Kavad I, Gushnaspdad một thành viên của một gia đình địa chủ nổi tiếng (Kanarangiyan) đề nghị đem Kavadh I xử tử. Tuy nhiên, đề nghị của ông này đã không được chấp nhận và hội đồng quyết định giam cầm Kavadh I trong "Nhà tù lãng quên" ở Khuzestan. Với sự giúp đỡ của chị gái và sĩ quan Iran Siyawush, Kavadh I đã tự giải thoát khỏi nhà tù rồi đến tìm kiếm sự giúp đỡ của nhà vua Hephthalite. Ở đó, Kavadh I đã nhận được sự ủng hộ của vua Hephthalite, và cũng kết hôn với cô con gái latters (vốn là cháu gái của Kavadh I). Năm 498, Kavadh I trở về Iran với quân đội của Hephthalite, Jamasp cùng giới quý tộc không đặt bất kỳ sự kháng cự nào vì họ muốn ngăn chặn một cuộc nội chiến khác. Họ đã thỏa thuận với Kavadh I, đồng ý sẽ không làm tổn thương Jamasp cũng như giới thượng lưu. Jamasp được tha, tuy Gushnaspdad và một số quý tộc khác do bất mãn đã âm mưu chống lại Kavadh I nhưng thất bại nhanh chóng và bị tiêu diệt toàn bộ vây cánh, như vậy Kavadh I đã bảo đảm vị trí của mình bằng sự khoan hồng.

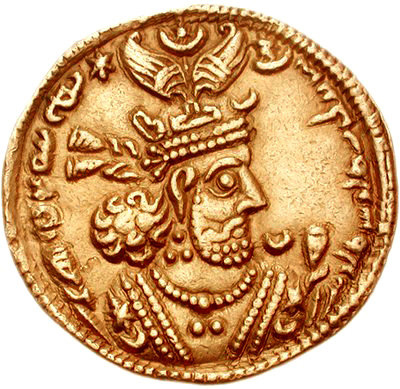
Khosrau II

- Khosrau II (tại vị:590, phục vị:591-628)

Năm 590, Khosrau II được hai người cậu của mình là Vistahm và Vinduyih đưa lên ngôi sau khi họ lãnh đạo một cuộc đảo chính cung đình lật đổ vua Hormizd IV. Tuy nhiên, ngôi vị chưa kịp ổn định thì đại tướng Bahram Chobin, một quý tộc dòng Mihran, tiến quân đến kinh đô Ctesiphon, và sau một cuộc giao tranh kết thúc với thất bại của Khosrau II, ông phải bỏ chạy vào nước Đông La Mã cùng với hai người cậu của mình. Trên đường đi, họ đã bị quân đội của Bahram Chobin bắt kịp, nhưng Vinduyih đã đánh lừa bằng cách bảo rằng Khosrau II là cháu trai của ông, điều này khiến cho ông ta bị bắt còn Khosrau II có thể trốn thoát được. Khosrau II gửi thư cho hoàng đế Đông La Mã Maurice xin viện quân đánh Bahram Chobin, Maurice đồng ý với điều kiện là Ba Tư phải nhường Đông La Mã các thành phố Amida, Carrhae, Dara và Miyafariqin. Hơn nữa, Maurice yêu cầu Ba Tư chấm dứt can thiệp vào công việc nội bộ của La Mã ở Tây-Bồ và Armenia, và phải nhượng lại quyền kiểm soát hoàn toàn vùng Lazistan cho La Mã. Năm 591, Khosrau II tới Constantia, và chuẩn bị hành quân đánh Lưỡng Hà trong tay Bahram Chobin, Vistahm và Vinduyih cộng tác với tướng La Mã là John Mystacon họp quân ở Azerbaijan và Armenia. Sau một thời gian chuẩn bị, Khosrau II cùng với tổng chỉ huy phía Nam của Đông La Mã là Comentiolus, xâm chiếm vùng Lưỡng Hà. Trong cuộc xâm lược này, Khosrau II do cảm thấy bị Comentiolus xúc phạm, đã thuyết phục Maurice thay thế viên tướng này bằng Narses. Khosrau II và Narses sau đó tiến sâu hơn vào lãnh thổ của Bahram Chobin, chiếm Dara và sau đó là Mardin, tại đây Khosrau II đã được tuyên bố làm vua trở lại.

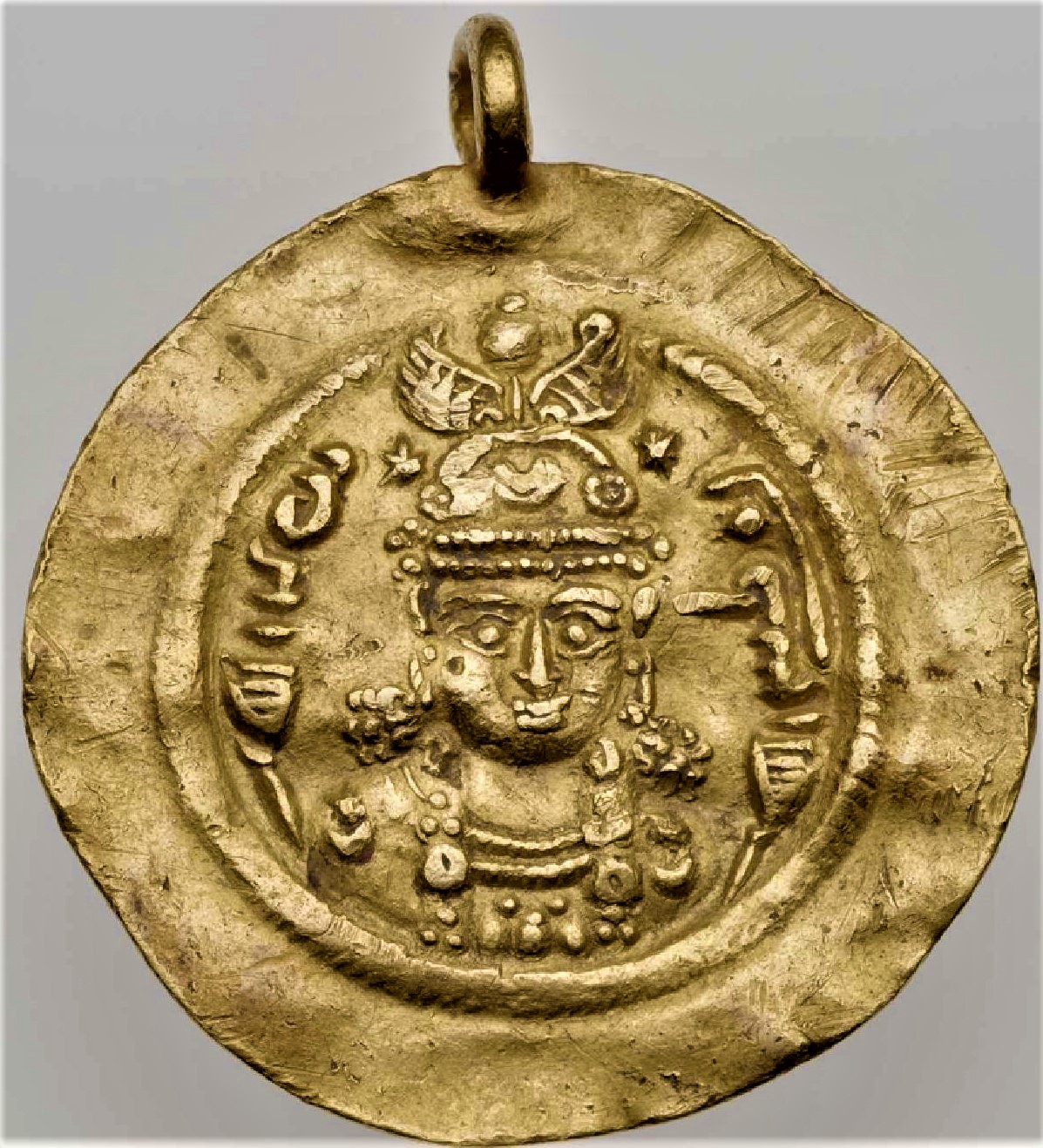
Borandukht

- Borandukht (tại vị:629-630, phục vị:631-632)

Năm 630, nữ hoàng Ba Tư Borandukht bị lật đổ và Shapur-i Shahrvaraz, con trai của cựu hoàng Shahrbaraz đã được tôn lên làm vua của đế quốc Sassanid. Dẫu vậy, Shapur-i Shahrvaraz đã không được phe của viên tướng Piruz Khosrow chấp nhận, thế lực này còn được biết đến với tên gọi là phe Parsig. Do đó Shapur-i Shahrvaraz đã bị lật đổ bởi Piruz Khosrow và phe nhóm của ông ta, họ tôn Azarmidokht, em gái của Borandukht lên ngôi. Bấy giờ, tể tướng Farrukh Hormizd, người đã từng đưa Borandukht lên ngôi cũng nhân thế cục hỗn loạn tự tuyên bố mình là "nhà lãnh đạo của nhân dân và trụ cột của Iran" rồi trở thành vua của một phần lãnh thổ Ba Tư. Để cúng cố quyền lực, ông này có lời cầu hôn với Azarmidokht, nhưng Azarmidokht đã sát hại ông ta với sự trợ giúp từ thành viên gia tộc Mihran Siyavakhsh. Chẳng được bao lâu sau, Azarmidokht lại bị sát hại bởi người con trai thứ hai của Farrukh Hormizd là Rostam Farrokhzad. Borandukht khôi phục lại ngôi báu, tuy nhiên chỉ sau một năm trị vì, bà cuối cùng đã bị Piruz Khosrow bóp cổ cho tới chết.

## Tiểu vương quốcAlid
- Abu Muhammad Hasan ibn Qasim (tại vị:917–919, phục vị:919–923, tái phục vị:927–928)

Năm 919, ngai vàng của Abu Muhammad Hasan ibn Qasim bị thách thức bởi hai anh em Abu 'l-Husayn Ahmad ibn Hasan và Abu 'l-Qasim Ja'far ibn Hasan, họ lật đổ ông để cùng trị vì. Tuy nhiên ngay trong năm đó, được sự giúp đỡ của Abu Mansur Makan ibn Kaki (một nhà lãnh đạo quân sự Daylamite hoạt động ở miền bắc Iran, đặc biệt là Tabaristan và phía tây Khurasan vào đầu thế kỷ thứ 10), Abu Muhammad Hasan ibn Qasim đã chiếm thế thượng phong để giành lại quyền lực của mình. Năm 923, hai anh em Abu 'l-Husayn Ahmad ibn Hasan và Abu 'l-Qasim Ja'far ibn Hasan lại quật khởi, họ quay lại đánh bại Abu Muhammad Hasan ibn Qasim, qua đó thực hiện chế độ cộng trị lần thứ hai. Nhưng Abu 'l-Husayn Ahmad ibn Hasan lại đoản mệnh qua đời ngay trong năm 923, còn Abu 'l-Qasim Ja'far ibn Hasan thì duy trì quyền lực được hai năm nữa rồi cũng tạ thế, Abu Ali Muhammad ibn Abu 'l-Husayn Ahmad là nhân vật chính trị tiếp theo bước lên vũ đài lịch sử. Năm 927, Abu Ja'far Husayn ibn Abu 'l-Husayn Ahmad lên thay anh trai Abu Ali Muhammad ibn Abu 'l-Husayn Ahmad nhưng chỉ được thời gian ngắn đã bị Abu Mansur Makan ibn Kaki hạ bệ, Abu Muhammad Hasan ibn Qasim trở thành quân chủ lần thứ ba, nhưng chỉ một năm sau ông cung bị giết trong trận chiến với Asfar ibn Shiruya.
- Abu 'l-Husayn Ahmad ibn Hasan (tại vị:919, phục vị:923)

Năm 919, Abu 'l-Husayn Ahmad ibn Hasan lên ngôi đồng trị vì với người anh em Abu 'l-Qasim Ja'far ibn Hasan, nhưng ngay trong năm đó hai anh em đều bị hạ bệ bởi người tiền nhiệm Abu Muhammad Hasan ibn Qasim. Năm 923, Abu 'l-Husayn Ahmad ibn Hasan và Abu 'l-Qasim Ja'far ibn Hasan tái khẳng định được quyền lực, nhưng rất tiếc ông lại vắn số mà chết ngay trong năm đó, còn Abu 'l-Qasim Ja'far ibn Hasan thì cai trị được hai năm.
- Abu 'l-Qasim Ja'far ibn Hasan (tại vị:919, phục vị:923–925)

Năm 919, Abu 'l-Qasim Ja'far ibn Hasan lên ngôi đồng trị vì với người anh em Abu 'l-Husayn Ahmad ibn Hasan, nhưng ngay trong năm đó hai anh em đều bị hạ bệ bởi người tiền nhiệm Abu Muhammad Hasan ibn Qasim. Năm 923, Abu 'l-Qasim Ja'far ibn Hasan và Abu 'l-Husayn Ahmad ibn Hasan tái khẳng định được quyền lực, nhưng Abu 'l-Husayn Ahmad ibn Hasan chết ngay trong năm đó, còn Abu 'l-Qasim Ja'far ibn Hasan thì hai năm sau cũng qua đời sau một cơn bạo bệnh.

## Nhà Ziyar
- Ziyarid Qabus (tại vị:977-981, phục vị:997-1012)

Năm 980, Ziyarid Qabus kết minh với người cai trị Buyid của Rey là Fakhr al-Dawla, khi Fakhr al-Dawla bị Adud al-Dawla đánh bại đã đến nương náu ở Ziyarids. Adud al-Dawla đề nghị tiền và lãnh thổ của Ziyarid để đổi lấy sự đầu hàng của Fakhr al-Dawla, nhưng Ziyarid Qabus đã từ chối, điều này khiến Adud al-Dawla lấy cớ để tiến hành xâm chiếm và chinh phục Tabaristan. Năm 981, anh trai của Adud al-Dawla là Mu'ayyad al-Dawla chỉ huy một cánh quân đã lấy được Gurgan, Ziyarid Qabus và Fakhr al-Dawla bị buộc phải chạy trốn đến Samanid Khurasan, Samanids có gửi một lực lượng nhằm lấy lại các tỉnh nhưng không thành công. Năm 984, Fakhr al-Dawla phục hồi các lãnh thổ của mình ở Rey, lẽ ra Ziyarid Qabus đã có thể giành lại ngôi vị. Tuy nhiên, theo lời khuyên của tể tướng Al-Sahib Ibn Abbad, Fakhr al-Dawla đã từ chối trao lại quyền kiểm soát Gurgan và Tabaristan cho Ziyarid Qabus. Ziyarid Qabus buộc phải sống lưu vong cho đến năm 997, khi Fakhr al-Dawla qua đời và được con trai nhỏ Majd al-Dawla kế nhiệm, những người ủng hộ Ziyarid giành quyền kiểm soát Tabaristan và từ đó chinh phục Gurgan, Ziyarid Qabus chính thức trở lại đó vào năm 998.

## Vương triều Buyid

### Nhà Buyid ởRey-Isfahan-Hamadan
- Abu'l-Hasan Ali ibn al-Hasan (tại vị:976–980, phục vị:984-997)

Năm 980, Fakhr al-Dawla liên minh với hoàng tử Ziyarid Qabus và yêu cầu hỗ trợ từ phía Samanid Empire, đế chế Buyid rơi vào tình trạng khủng hoảng hỗn loạn từ năm 976 khi vua Rukn ad-Dawla qua đời. Hai người anh em của Fakhr al-Dawla là Mu'ayyad al-Dawla và Adud al-Dawla đã liên tục dấy binh chống phá ông, đến đây họ liên minh với nhau mở cuộc hành quân thần tốc vào lãnh thổ của Fakhr al-Dawla khi viện binh chưa kịp tới, buộc ông phải chạy trốn đến Ziyarids. Tuy nhiên, Mu'ayyad al-Dawla không dừng lại ở đó, tiếp tục chiến dịch của mình, khiến cả Fakhr al-Dawla và Ziyarid Qabus phải tìm nơi ẩn náu ở Samanid Khurasan. Mu'ayyad al-Dawla sau đó trở thành nhân vật cai trị Rey dưới quyền của Adud al-Dawla. Cái chết của Adud al-Dawla năm 983 và sau đó là Mu'ayyad al-Dawla năm 984 đã cho Fakhr al-Dawla cơ hội giành lại quyền lực, tể tướng của Mu'ayyad al-Dawla là Al-Sahib Ibn Abbad đã tổ chức một cuộc tập hợp quân đội ở Gurgan và thuyết phục họ chấp nhận Fakhr al-Dawla làm chủ nhân mới của họ, Fakhr al-Dawla lúc đó vẫn còn ở Khurasan, ngay lập tức được mời đến Gurgan tức vị. Bấy giờ, Fakhr ad-Dawla có nhiều lãnh thổ hơn khi ông lên nắm quyền trước năm 980, những người Hamadan do Mu'ayyid ad-Dawla kiểm soát và các vùng lãnh thổ trước đây do Ziyarids thống trị như Gorgan và Tabaristan, ông nhận danh hiệu "vua của các vị vua" và biến Al-Sahib Ibn Abbad trở thành tể tướng của mình.

### Nhà Buyid ở Fars -Iraq-Arrajan-Kerman
- Abu Kalijar Marzuban (tại vị:983–987, phục vị:989–998)

Năm 987, Shirdil Abu'l-Fawaris, người cai trị của nhà Buyid ở Fars tiến quân vào Baghdad, bắt sống rồi phế truất quân chủ nhà Buyid ở Iraq là Samsam al-Dawl, giam cầm ông trong một pháo đài. Kế hoạch tiếp theo của Sharaf al-Dawla là khuất phục người Kurd Badr ibn Hasanwayh, người đã tiếp quản Diyarbakr dưới triều đại của Samsam al-Dawla và là đồng minh của Fakhr al-Dawla. Nhưng chiến dịch đó đã thất bại nặng nề và không lâu sau đó, Sharaf al-Dawla uất ức mà chết vào năm 989. Samsam al-Dawla nhân cơ hội này quyết tâm trở lại quyền lực, mặc dù ông đã bị mù một mắt ngay trước cái chết của Sharaf al-Dawla, ông trốn thoát khỏi nhà tù với sự giúp đỡ từ phía cựu tể tướng Alaf ibn Hasan của Sharaf al-Dawla. Ông giành quyền kiểm soát Fars, Kerman và Khuzestan từ anh trai Baha al-Dawla, cả Samsam al-Dawla và anh trai của ông đều nhìn thấy vị trí của họ bị đe dọa bởi Fakhr al-Dawla, sau này đã xâm chiếm Khuzestan trong nỗ lực chia cắt lãnh thổ của hai anh em. Hành động này đã thúc đẩy cả hai thành lập một liên minh, Samsam al-Dawla đã công nhận Baha 'al-Dawla là người cai trị Iraq và Khuzestan, trong khi chính ông giữ Arrajan, Fars và Kerman, cả hai coi nhau bình đẳng, và đều lấy danh hiệu "vua".

### Nhà Buyid ởFars
- Abu Mansur Fulad Sutun (tại vị:1048-1052, phục vị:1055-1062)

Năm 1052, quân đội của Al-Malik al-Rahim xâm chiếm Fars, họ đánh bại Abu Mansur Fulad Sutun và các đồng minh. Tuy nhiên, Abu Mansur Fulad Sutun đã yêu cầu sự hỗ trợ của Seljuk sultan Toghrul-Beg, và đã chiếm lại Shiraz vào năm 1053. Năm 1054, một nhà lãnh đạo quân sự người Dailamite tên là Fuladh đã đẩy lùi Abu Mansur Fulad Sutun khỏi Fars, sau đó Fuladh đã thỏa thuận với Al-Malik al-Rahim để ông này đồng ý thừa nhận quyền lực của mình. Tuy nhiên, Al-Malik al-Rahim đã liên thủ cùng với Abu Mansur Fulad Sutun, đánh tan quân đội của Fuladh, Abu Mansur Fulad Sutun sau đó đã đồng ý thừa nhận thẩm quyền của Al-Malik al-Rahim. Năm 1055, Al-Malik al-Rahim đã bị bắt giữ và phế truất bởi lực lượng của Toghrul Beg tại Baghdad, chấm dứt sự cai trị của Buyid ở Iraq. Bấy giờ, Abu Mansur Fulad Sutun mới yên ổn duy trì quyền lực ở Fars nhưng tư cách là chư hầu của nhà Seljuk.

## Nhà Ghaznavi
- Mohammad I (tại vị:1030-1031, phục vị:1040-1041)

Năm 1030, hoàng đế Ba Tư Mahmud, Mohammad I kế vị. Tuy nhiên, triều đại của Mohammad I chỉ duy trì được 5 tháng thì bị chính người anh song sinh của mình là Mas'ud I lật nhào. Trước đây đúng ra quyền kế vị phải thuộc về Mas'ud I, nhưng vì mối quan hệ xấu với vua cha, nên Mahmud đã thay đổi quan điểm của mình và bổ nhiệm Mohammad I làm người thừa kế. So với Mas'ud I, Mohammad I ít kinh nghiệm trong các vấn đề chính trị và quân sự hơn. Abu'l-Najm Ayaz, người đã công khai thay đổi lòng trung thành với anh trai của Muhammad là Mas'ud I, người này có các chiến dịch quân sự ở miền tây Iran nên mang lại cho mình một danh tiếng lớn. Abu'l-Najm Ayaz lôi kéo các tướng lĩnh quân đội khác tham gia tạo phản, Muhammad I hay tin gửi một đội quân dưới quyền tướng Suvendharay tiến hành dập tắt cuộc nổi loạn, nhưng cuối cùng phiến quân chiến thắng và giết chết Suvendharay. Tiếp đó, phiến quân đến với Mas'ud I đang ở Nishapur, Mas'ud I tập hợp lực lượng hành quân về phía Ghazni, đánh bại Muhammad I chọc mù mắt và giam cầm, đồng thời tự phong mình là quốc vương mới của đế chế Ghaznavid. Năm 1040, Mas'ud I bị Seljuq đánh bại trong trận Dandanaqan buộc phải dời Greater Khorasan tới Ấn Độ, nhưng ông lại bị lính của chính mình bắt giữ rồi sát hại trên đường đi, Mohammad I được đặt trở lại ngai vàng. Năm 1041, Maw'dud, con trai của Mas'ud I đóng quân ở Balkh, tập hợp lực lượng phản kích đến Ghazni, chiếm giữ ngai vàng và kết án Mohammad I, cầm tù cho đến chết.

## Nhà Seljuk
- Mugith ad-Dunya wa'd-Din (tại vị:1152-1153, phục vị:1160)

Năm 1152, sau cái chết của Sultan Masuda, Mugith ad-Dunya wa'd-Din trở thành người trị vì mới của nhà Seljuk với đế hiệu Malik-Shah III. Tuy nhiên, anh trai của Malik Shah III là Muhammad II không dễ dàng chấp nhận như thế, quân đội của ông ta nhanh chóng chuyển đến Iraq. Quốc vương Malik-Shah III không kịp tổ chức phòng thủ, cùng lúc đó Caliph al-Muqtafi bắt đầu các hoạt động quân sự ở hậu phương, chiếm lĩnh trung tâm Mesopotamia. Cuối cùng, vào năm 1153, Malik-Shah III đã bị Hass Beek bắt giữ, và ông bị giam hãm cho đến năm 1156, Muhammad II trở thành sultan mới. Năm 1156, Malik Shah III trốn thoát khỏi nhà tù, làm dấy lên cuộc nổi dậy chống lại Sultan Muhammad II, Malik Shah III kiểm soát một phần tỉnh Fars. Năm 1160, sau cái chết của Muhammad II, một thời gian ngắn ông lại chiếm được quyền lực trong toàn bộ vương quốc Hồi giáo. Nhưng ngay sau đó Malik Shah III đã bị đánh bại dưới tay Hamadan, ông chạy trốn về phương bắc rồi chết trong trận chiến với tiểu vương quốc Sharaf al-Din I-dehiz.
- Rukn ad-Dunya wa'd-Din (tại vị:1176-1189, phục vị:1191-1194)

Năm 1189, Rukn ad-Dunya wa'd-Din (tức Toghrul III) của nhà Seljuk bị lật đổ. Atabex Kizil-Arslan từ chi Ildezhizids đã quyết định bổ nhiệm Sanjaar, một đại diện của vương quốc Seljukids để thay thế Togrul III. Vào thời điểm đó, Togrul III đã gia nhập lực lượng với Hassan Kifchak, thống đốc của Azerbaijan. Nhưng ông bị Qizil Arslan từ phía Atabeg của Azerbaijan đánh bại, buộc phải đầu hàng và chấp nhận giam cầm trong pháo đài Kukhran. Năm 1190, ông đã cố gắng giải thoát mình khỏi sự giám hộ của Qizil Arslan, nhưng kế hoạch bại lộ dẫn đến việc ông bị bắt nhốt trở lại. Tuy nhiên, Qizil Arslan bị ám sát vào năm sau và Toghrul III lợi dụng sự lộn xộn mà trốn khỏi nhà tù. Abu Bekir bin Pakhlavan Ildezhizid, Tiểu vương quốc Arran và Azerbaijan, đã tổ chức đàn áp Toghrul III. Lúc này, cựu quốc vương Togrul III đã tiếp cận Mahmud Anas, người đã giúp đỡ ông thoát khỏi lao ngục, ông nhận được sự viện trợ về mọi mặt. Sau một trận chiến quyết định với Abu Bekir bin Pakhlavan Iledzhizids diễn ra gần Kazzyn, Togrul III đã giành chiến thắng, nhờ đó khôi phục ngai vàng.

## Nhà Timur

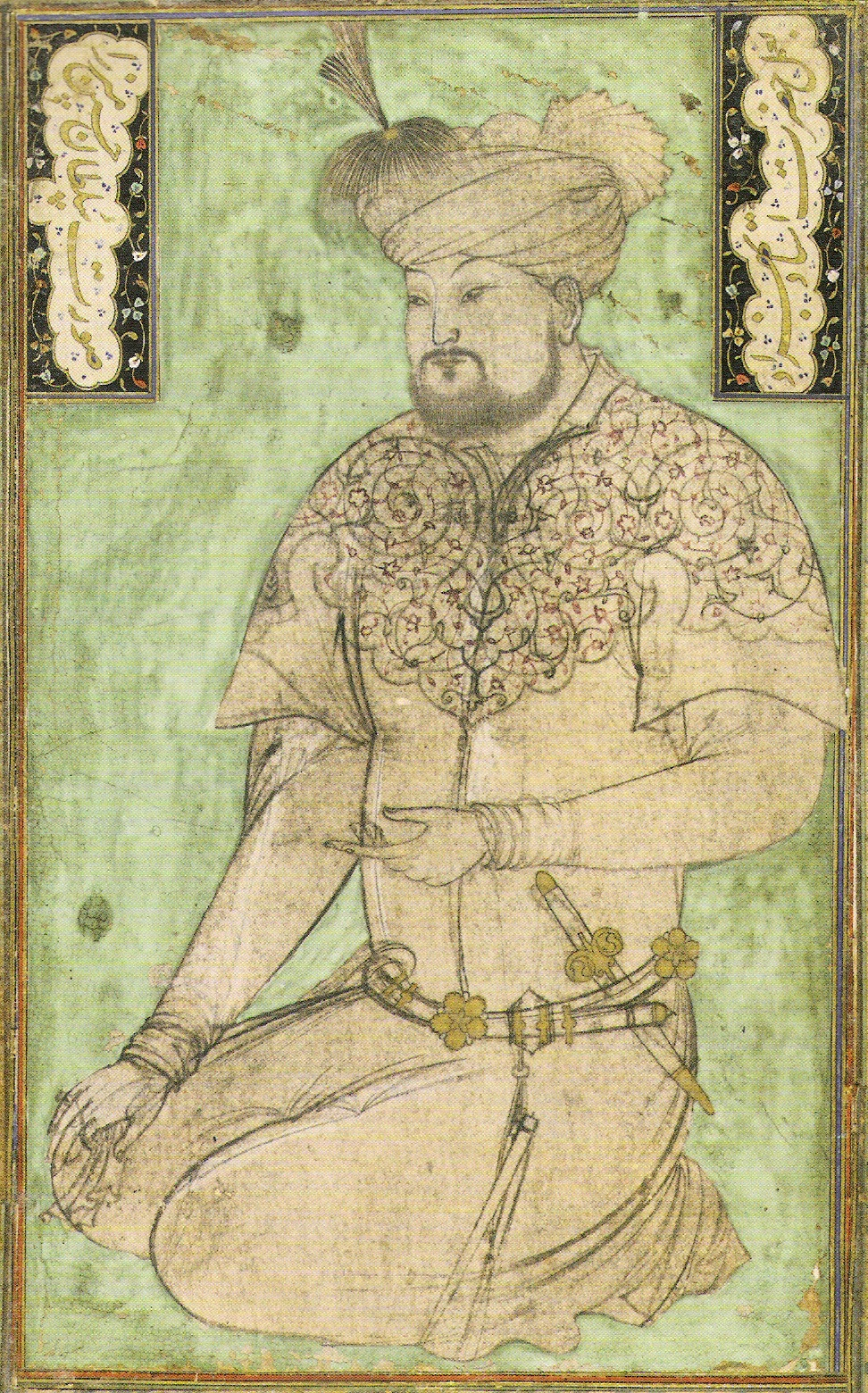
Husayn Bayqarah

### Nhà Timur tạiHerat
- Husayn Bayqarah (tại vị:1469–1470, phục vị:1470-1506)

Năm 1470, Uzun Hasan của Ak Koyunlu ra mặt ủng hộ Yadgar Muhammad Mirza trong việc phản đối Husayn Bayqarah vì vị vua này đã lợi dụng cái chết của quốc vương Abu Sa'id Mirza để thừa cơ xâm nhập, ông ta lập tức đem quân tấn công Khurasan. Ban đầu, Husayn Bayqarah đã đánh bại Yadgar Muhammad Mirza trong trận Chenaran, nhưng sau đó Uzun Hasan đã gửi quân tiếp viện kịp thời tiếp tục tiến vào Khurasan, Husayn Bayqarah không thể chống cự nổi thế mạnh của địch buộc phải chạy trốn, kinh đô Herat bị quân của Uzun Hasan chiếm đóng, Yadgar Muhammad Mirza tự lập làm vua. Tuy nhiên, chỉ sáu tuần sau, Husayn Bayqarah đã hô hào binh lực khắp trong nước tái chiếm thành phố, sau khi tăng cường một lực lượng mới đã đánh bại các con trai của cựu vương Abu Sa'id Mirza đang cố gắng tiến vào Khurasan giúp đỡ Yadgar Muhammad Mirza, ông bắt Yadgar Muhammad Mirza đem ra hành quyết.

### Nhà Timur tạiFergana
- Ẓahīr-ud-Dīn Muhammad (tại vị:1494-1497, phục vị:1498-1500)

Năm 1497, quân chủ nhà Timur tại Fergana là Ẓahīr-ud-Dīn Muhammad bị đánh bại bởi những cuộc nổi loạn của những người họ hàng, mầm mống cuộc biến động khởi điểm ngay từ lúc ông lên ngôi năm 1494 khi mới 12 tuổi. Ông thực hiện việc đánh chiếm Samarkand làm cơ sở để mưu tính phục hồi cơ nghiệp tại Fergana, nhưng năm 1498, khi ông khôi phục được Fergana thì lại để mất Samarkand không lâu sau đó.

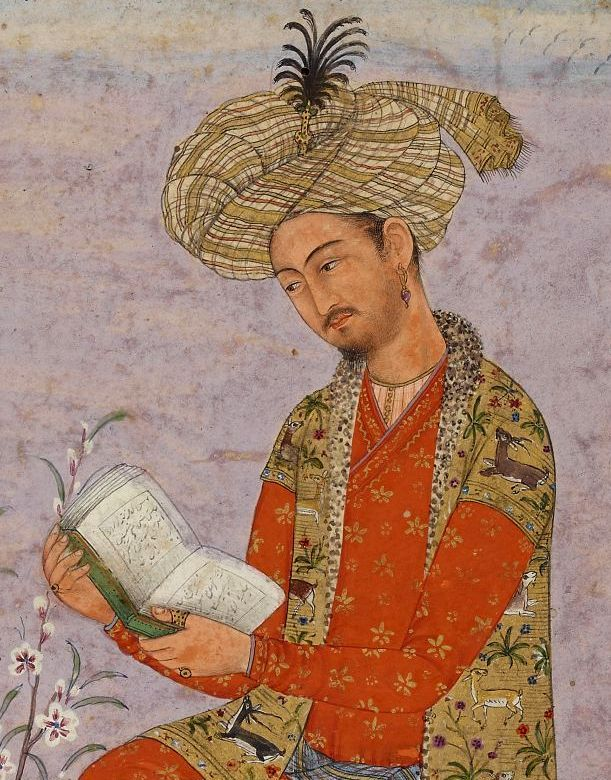
Ẓahīr-ud-Dīn Muhammad

### Nhà Timur tạiSamarkand
- Ẓahīr-ud-Dīn Muhammad (tại vị:1497-1498, phục vị:1500-1501, tái phục vị:1511-1512)

Năm 1498, Ẓahīr-ud-Dīn Muhammad cai trị Samarkand chưa được bao lâu đã bị thất bại trong nỗ lực tái chiếm Fergana. Năm 1500, khi cố gắng tái chiếm Samarkand vừa thành công, ông lại đánh mất Fergana. Năm 1501, Ẓahīr-ud-Dīn Muhammad lại thất thủ Samarkand một lần nữa, lần này ông thất bại nhanh chóng bởi đối thủ đáng gờm nhất, Muhammad Shaybani, Khan của Uzbeks. Năm 1504, Ẓahīr-ud-Dīn Muhammad chiếm được Kabul, vùng đất này vốn đang nằm trong sự sở hữu của một đứa bé sơ sinh, hậu duệ của Ulugh Begh. Ông kết bang giao với vua Ismail I của nhà Safavid và chiếm lại khu vực Trung Á, bao gồm cả Samarkand vào năm 1511. Tuy nhiên, đến năm 1512, Ẓahīr-ud-Dīn Muhammad lại đánh mất nó cùng với các vùng đất khác mới chiếm được vào tay người Uzbek.

### Nhà Timur tạiKabulvàĐế quốc Mogul
- Ẓahīr-ud-Dīn Muhammad (tại vị:1504-1506, phục vị:1510-1511, tái phục vị:1514-1530)

Năm 1506, sau hai năm trị vì Kabul, một cuộc nổi dậy giữa một số tướng lãnh đạo của Ẓahīr-ud-Dīn Muhammad đã đẩy ông ra khỏi nơi đây. Năm 1510, Ẓahīr-ud-Dīn Muhammad trở lại Kabul, thống trị nơi này một lần nữa và lấy lại lòng trung thành của phiến quân. Ẓahīr-ud-Dīn Muhammad và Shah Ismail đã thành lập một quan hệ đối tác trong nỗ lực chiếm lấy các phần của Trung Á, để đáp lại sự giúp đỡ của Shah Ismail, Ẓahīr-ud-Dīn Muhammad cho phép Safavids hành động như một kẻ bá đạo đối với ông và những người theo ông. Do đó, vào năm 1511, sau khi rời anh trai Nasir Mirza cai trị Kabul, ông đã tìm cách chiếm Samarkand lần thứ ba, ông cũng lấy Bokhara nhưng lại thua cả Uzbeks vào năm 1512. Năm 1514, Ẓahīr-ud-Dīn Muhammad lần thứ ba trở về Kabul, những năm sau đó, sự cai trị của ông chủ yếu liên quan đến việc đối phó với các cuộc nổi loạn tương đối quan trọng từ các bộ lạc Afghanistan, quý tộc và người thân của ông, ngoài việc tiến hành các cuộc đột kích trên các ngọn núi phía đông. Sau nhiều lượt tranh giành quyền lực ở Ba Tư đều thất thế, Ẓahīr-ud-Dīn Muhammad chuyển sự chú ý để tạo ra đế chế của mình tại phía bắc Ấn Độ. Vào lúc này, khu vực đồng bằng Ấn-Hằng ở phía bắc của tiểu lục địa Ấn Độ đang nằm dưới sự cai trị của Ibrahim Lodi thuộc vương triều Lodi người Afghan, trong khi khu vực Rajputana nằm dưới sự kiểm soát của Liên minh Rajput theo Ấn giáo, với Minh chủ là Rana Sanga của Mewar. Năm 1524, Daulat Khan Lodi, một thành viên của triều đại Lodhi, vì muốn tạo phản nên đã cho mời Ẓahīr-ud-Dīn Muhammad đến để lật đổ Ibrahim và trở thành vua. Qua mấy phen giao chiến, Ẓahīr-ud-Dīn Muhammad đánh bại Ibrahim Lodi trong trận Panipat lần thứ nhất vào năm 1526 và thành lập đế quốc Mogul, ông đổi đế hiệu là Babur. Tuy nhiên, Babur ngay lập tức phải đối mặt với sự chống đối, lần này là từ Rana Sanga của Mewar, người coi Babur là một kẻ ngoại tộc, Rana đã bị Babur đánh bại trong trận Khanwa, ngôi vị nhờ vậy được củng cố vững chắc.

## Vương triều Muzaffariden
- Dschamal ad-Din Abu l-Fawaris Schah-i Schudscha (tại vị:1358–1364, phục vị:1366–1384)

Năm 1363, Dschamal ad-Din Abu l-Fawaris Schah-i Schudscha hành quân chống lại anh trai mình là Mahmud Shah, người đang nắm quyền kiểm soát Isfahan nhưng bất phân thắng bại, một nền hòa bình đã sớm được ký kết. Năm 1364, Mahmud Shah, với sự hỗ trợ của cha vợ, Sheikh Awais (triều đại Jalayirid), đã mở cuộc phản kích bất ngờ vào Fars và chiếm lấy Shiraz. Dschamal ad-Din Abu l-Fawaris Schah-i Schudscha phải bỏ chạy, ông không thể giành lại quyền kiểm soát thủ đô của mình cho đến năm 1366, sau đó tuy đã quay trở lại chốn kinh kỳ nhưng ông cùng Mahmud Shah vẫn còn tiếp tục xung đột dai dẳng cho mãi đến năm 1374, khi cha vợ ông này mất thì mới hoàn toàn chấm dứt.

## Vương triều Sarbadāren
- Lutf Allah (tại vị:1347-1348, phục vị:1356, tái phục vị:1360-1361)

Năm 1348, Lutf Allah chứng tỏ mình không có khả năng trả lương cho quân đội, Khwaja Shams al-Din 'Ali thấy là cơ hội và buộc ông phải thoái vị, sau đó ông ta trực tiếp kiểm soát chính phủ. Năm 1353, Yahya Karawi, một quý tộc lên nắm quyền sau vụ ám sát Khwaja Shams al-Din 'Ali do một quan chức trong chính phủ Haidar Qassib giật dây. Năm 1356, đến lượt Yahya Karawi bị sát hại, một số thành viên của đảng Wajih ad-Din Mas'ud đã cố gắng đưa Lutf Allah trở lại làm người cai trị. Nhưng Lutf Allah chưa kịp ổn định ngai vàng thì Haidar Qassāb đã ngăn chặn điều này bằng cách hành quân từ Astarabad đến Sabzewar và buộc những kẻ âm mưu phải chạy trốn khỏi thành phố. Sau đó, ông ta đã đưa cháu trai của Yahya Karawi là Zahir al-Din Karawi làm nguyên thủ quốc gia vào năm 1358. Nhưng Zahir al-Din Karawi nhanh chóng chứng tỏ là một người cai trị không đạt yêu cầu đối với Haidar Qassib, một số tín đồ của Mas'ud đã thoát khỏi cuộc thanh trừng của Haidar Qassib, và giới quý tộc Atabeg đúng về phía Luft Allah đã nổi loạn ở Esfarayen. Phớt lờ lời khuyên của Haidar Qassib, Zahir al-Din Karawi từ chối di chuyển chống lại phiến quân, Haidar Qassib nổi giận đã phế truất Zahir al-Din Karawi để nắm quyền kiểm soát chính thức của chính phủ. Lúc đó, cả hai đảng phái của Mas'ud (người không thích Haidar Qassib vì mối quan hệ ban đầu với Khwaja Shams al-Din 'Ali và cuộc đàn áp của ông ta với những người ủng hộ Lutf Allah) và những kẻ liều lĩnh (người ghét ông ta vì vụ giết Khwaja Shams al-Din 'Ali) đều chống lại Haidar Qassib. Năm 1360, trước khi Haidar Qassib và quân đội của mình có thể tới Esfarayen để khuất phục phiến quân, ông đã bị Hasan Damghani của Thổ Nhĩ Kỳ đâm chết, Hasan Damghani tiếp đến đã đưa Lutf Allah làm người đứng đầu Sarbadars. Nhưng chỉ một năm sau, Lutf Allah đã nảy sinh bất đồng với Hasan Damghani, người đã phế truất và xử tử ông và sau đó nắm quyền kiểm soát chính thức nhà nước Sarbadāren.
- Chvadscha Ali b. Muayyad (tại vị:1362–1376, phục vị:1379–1386)

Năm 1373, một cuộc nổi dậy ở Kirman chống lại Shah Shuja do Pahlavan Asad lãnh đạo đã nhận được sự hỗ trợ quân sự từ Chvadscha Ali b. Muayyad của vương triều Sarbadāren, nhưng cuộc nổi loạn đã bị đánh bại vào năm 1374. Shah Shuja đem lòng oán hận Chvadscha Ali b. Muayyad, ông ta tìm một nhân vật tên Rukn al-Din, cựu thành viên của Darvish, ủng hộ tiền bạc vũ khí. Sau nhiều chiến dịch lớn, Rukn al-Din đã chinh phục Sabzavar vào năm 1376, buộc Chvadscha Ali b. Muayyadphải chạy trốn đến Astarabad nương nhờ Amir Vali. Amir Vali coi đây là cơ hội hữu ích để mở rộng ảnh hưởng của mình ở Khurasan, nên bỏ qua hiềm khích cũ mà không lâu sau đó, đã đem quân giúp đỡ Chvadscha Ali b. Muayyad, ông được phục hồi làm người cai trị Sarbadar năm 1379.

## Vương triềuAstarabadvàMazandaran
- Amir Vali (tại vị:1356–1366, phục vị:1374–1384)

Năm 1366, dưới sự lãnh đạo của Chvadscha Ali b. Muayyad, quân đội Sarbadars thực hiện một cuộc phản công toàn diện, và Amir Vali bị buộc rời khỏi lãnh thổ của mình. Ngay sau khi mất Astarabad, ông đã thành lập một cơ sở quyền lực mới bằng cách chiếm giữ Semnan từ Sarbadars. Sau đó, ông đã cố gắng mở nhiều cuộc hành quân lớn để lấy lại Astarabad, nhưng không thành công. Trong những năm sau đó, Amir Vali tổ chức cuộc tấn công quy mô chống lại Jalayirids ở phía tây, vận động ở vùng Rey. Quân chủ Jalayirids là Shaikh Awais Jalayir chống trả quyết liệt nhưng không thể ngăn ông lại, liền thuyết phục Chvadscha Ali b. Muayyad tấn công Amir Vali, nhưng phía Sarbadar coi Amir Vali là một bộ đệm hữu ích chống lại Jalayirids và từ chối chống lại ông. Một cuộc chiến kéo dài giữa Sarbadars và vương triều Kartids ở Herat đã cho phép Amir Vali mở rộng lãnh thổ của mình với chi phí của Sarbadars, nhưng phải đến năm 1374, ông mới chiếm lại được Astarabad.

## Vương triều Afschariden
- Shahrokh Shah (tại vị:1748-1749, phục vị:1750–1760)

Năm 1749, Shahrokh Shah mất ngôi bởi các quý tộc khi còn chưa kịp yên ổn cơ nghiệp, ông bị cầm tù đồng thời chịu hình phạt chọc mù mắt, Sulayman II (hậu duệ của  hoàng tộc Safavid (mẹ là con gái của Safavid Shah Suleiman I) được đưa lên ngai vàng. Vụ việc này có mầm mống ngay từ khi vừa lên nắm quyền, Shahrokh Shah đã mang Safawidenspross Sulaiman, một giáo sĩ có ảnh hưởng của thành phố thánh Qom, ở thủ đô Mashhad của ông ta và buộc ông ta quản lý hàng hóa của Waqf cho ngôi mộ của vị thánh thứ tám Ali Riza. Theo cách này, người Afsharid muốn để mắt đến một ứng cử viên tiềm năng và do đó không vô hại cho ngai vàng, nhưng cuộc đấu tranh quyền lực đã nhanh chóng phát triển theo một hướng khác, một số quý tộc và tể tướng không hài lòng với Shahrokh Shah. Do đó, họ lật đổ Shahrokh Shah rồi ủng hộ Sulayman II, hạ lệnh ân xá trong ba năm tiếp theo, điều này lại gây ra gánh nặng cho kho bạc. Một nhóm những kẻ âm mưu đã tập hợp xung quanh tướng Yusuf Ali Chan Jalayir (Yusuf'Alī Ḫān Ǧalāyir), để giành lấy sự giàu có của nhà nước, muốn lật đổ Sulayman II và đưa người mù trở lại ngai vàng. Vì vậy, Sulayman II đã bị giết trong đêm Nouruzfest 1750 bởi phe phái đối lập, Shahrokh Shah đã được giải phóng và tái bổ nhiệm làm người cai trị.